# Juan Carlos Lugones
Juan Carlos Lugones Antezana (28 marzo 1955) è un ex arbitro di calcio boliviano, internazionale dal 1994 al 1999.

## Carriera
Iniziò la carriera nel campionato nazionale boliviano nel 1987; nella sua prima stagione diresse due gare. Nell'Apertura 1991 viene designato per la prima volta per arbitrare incontri della fase a eliminazione diretta. Nel 1994 viene nominato internazionale, e nel 1995 diresse per la prima volta una partita tra due squadre nazionali, il 19 aprile a Lima fu l'arbitro di Perù-Cile. L'anno seguente chiuse la sua carriera quale arbitro per gare di Nazionali: presenziò il 14 febbraio durante Bolivia-Paraguay a Sucre. A livello di club, invece, fu selezionato per due edizioni della Coppa CONMEBOL, nel 1997 e nel 1998. Chiuse la carriera in ambito nazionale nel 1999; ha totalizzato 127 presenze in massima serie.